# 長胸鰭高原鰍
長胸鰭高原鰍（學名：Triplophysa longipectoralis）為輻鰭魚綱鯉形目條鰍科高原鰍屬的其中一種。分布於亞洲中國廣西壯族自治區環江縣馴樂苗族鄉溶洞，本魚體延長，口下位，具觸鬚3對，眼正常，體褐色，腹部略白，體側及背部具深灰色斑塊，背鰭硬棘3枚；背鰭軟條8枚；臀鰭硬棘3枚；臀鰭軟條5－6枚；脊椎骨39個，體長可達5.2公分，棲息在洞穴底層水域，生活習性不明。

## 扩展阅读
維基物種上的相關：長胸鰭高原鰍